# 纳哈德·哈塔尔
納哈德·哈塔爾（阿拉伯语：‎，1960年?—2016年9月25日）是約旦一名知名基督徒及作家，積極參與政治活動，是敘利亞總統巴沙爾堅實支持者。2016年8月13日，哈塔爾在臉書轉載一幅被指侮辱伊斯蘭教的漫畫，畫的內容是，天堂裡一個大鬍子男子，和女人躺在床上抽菸，並要求真主給他酒和腰果，結果哈塔爾冠上了「煽動宗派衝突與侮辱伊斯蘭教」的罪名拘捕，9月初他獲准保釋，9月25日早上原定到安曼最高法院出席審判，但在法院門口被槍手近距離開槍射殺，當場不治身亡。兇手當場被捕，是約旦教育部僱員，稱因對哈塔爾轉載的漫畫感到憤怒而犯案。哈塔爾死後，社會上引發起一股反總理哈尼·穆爾基的示威。